# 10479 Yiqunchen
A 10479 Yiqunchen (ideiglenes jelöléssel 1982 HJ) a Naprendszer kisbolygóövében található aszteroida. Martin Watt fedezte fel 1982. április 18-án.